# Vincent C. Gray
Vincent Condol Gray (Washington D. C., 8 de noviembre de 1942) es un político estadounidense. Fue alcalde del Distrito de Columbia entre 2011 y 2015.

## Biografía

### Formación
Realizó sus estudios de secundaria y bachillerato en la Dunbar High School y posteriormente se licenció en Psicología por la Universidad George Washington, donde fue el primer afroamericano y presidente durante dos legislaturas de su fraternidad Tau Epsilon Phi y también perteneció a los equipos de fútbol y de baloncesto.

### Carrera política
Comenzó su carrera política en la Asociación para Ciudadanos con Discapacidad cognitiva, donde realizó con éxito numerosas e innovadoras iniciativas de política pública a favor de las personas que sufren esta discapacidad. Debido a ello la entonces alcaldesa del Distrito de Columbia, Sharon Pratt Kelly, en el año 1991, le nombró Director del Departamento de Servicios Humanos del Distrito de Columbia.
Años más tarde se presentó a las elecciones primarias de septiembre de 2004 por el Partido Demócrata, donde consiguió derrotar al político Kevin P. Chavous para ser Miembro del Consejo del Distrito de Columbia por el distrito número 7, tomando posesión de su cargo el día 2 de enero del año 2005, donde fue miembro de las Comisiones del Consejo de Salud, Desarrollo Económico, Servicios Humanos y Educación y en el Consejo de Bibliotecas y Recreación, hasta que la presidenta del Distrito Linda W. Cropp, lo designó para una Comisión Especial sobre la Prevención de la Violencia Juvenil.
Después, en el año 2006 cuando Linda W. Cropp decidió presentarse para la alcaldía del Distrito de Columbia, Vincent C. Gray se decidió presentar como candidato ala Presidencia del Distrito de Columbia, donde logró derrotar a su opositor Kathleen Patterson consiguiendo un 57 % de los votos, pasando a ser el nuevo y 7.º Presidente del Distrito de Columbia tras su investidura el día 3 de enero del año 2007.
Posteriormente tras su experiencia política en el Distrito de Columbia, se presentó a las Elecciones para alcalde del Distrito de Columbia de 2010 celebradas el día 2 de noviembre, donde derrotó a su contrincante Adrian Fenty por mayoría absoluta consiguiendo más del 70 % de los votos, siendo investido como nuevo Alcalde del Distrito de Columbia el día 2 de enero de 2011.